# Luchthaven Talagi
Luchthaven Talagi (Russisch: Аэропорт Талаги) is een luchthaven 6 kilometer ten noordoosten van de stad Archangelsk in de Russische oblast Archangelsk. In 2008 reisden 475.172 passagiers via de luchthaven. Het is de thuisbasis van Nordavia.

## Geschiedenis
Luchthaven Talagi werd in 1942 onder leiding van Ivan Papanin gebouwd als luchtmachtbasis voor de levering van geallieerde voorraden in het kader van de Lend-Lease Act.

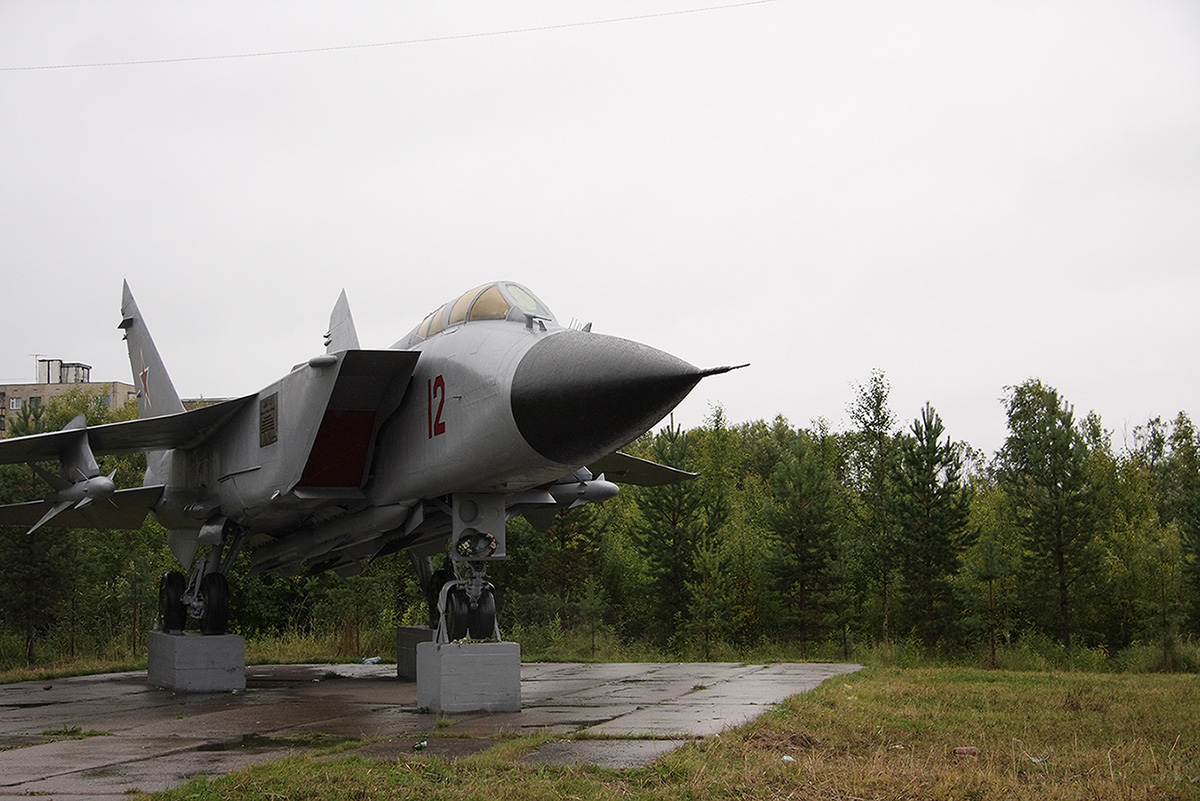
Een opvallende herinnering aan het 518e-vliegtuigonderscheppingsregiment.

In 1963 werd de luchthaven opengesteld voor burgerluchtvaart, en vanaf 1964 werden vluchten uitgevoerd met toestellen zoals de Antonov An-24, Iljoesjin Il-14 en Iljoesjin Il-18.
Naast de burgerluchtvaart werd in 1968 het 518e-vliegtuigonderscheppingsregiment van de Vojska PVO gestationeerd op de luchthaven. 30 jaar lang waren er 31 MiG-31 gestationeerd op de luchthaven, maar met het samenvoegen van de Vojska PVO en de Russische luchtmacht in 1998 werd dit regiment ontbonden. Een voor de terminal tentoongestelde MiG-31 herinnert nog aan dit regiment.
Vanaf 1998 is één squadron van het 21e legerkorps van de Russische luchtmacht gestationeerd op de luchthaven.

## Bereikbaarheid
Luchthaven Talagi is vanuit het centrum van Archangelsk bereikbaar per buslijn 12. Ook verschillende marsjroetkas verbinden de luchthaven met Archangelsk.